# Leif Martini Nielsen
Leif Martini Nielsen (født 1945) er en tidligere dansk atlet fra Odense Freja.
Leif Martini Nielsen's bedste resultat er et DM, på 800 meter-inde 1972.

## Danske mesterskaber
- Guld 1972 800 meter inde 2,03.0